# 費爾維尤鎮區 (密蘇里州亨利縣)
費爾維尤鎮區（英語：Fairview Township）是位於美國密蘇里州亨利縣的一個行政鎮區。

## 地方資料
費爾維尤鎮區的面積為85.43平方千米，當中陸地面積為81.47平方千米，而水域面積為3.96平方千米。根據2020年美國人口普查的數據，當地共有人口720人，而人口密度為每平方千米8.43人。